# Bonneau
Bonneau é uma cidade  localizada no estado norte-americano de Carolina do Sul, no Condado de Berkeley.

## Demografia
Segundo o censo norte-americano de 2000, a sua população era de 354 habitantes. 
Em 2006, foi estimada uma população de 340, um decréscimo de 14 (-4.0%).

## Geografia
De acordo com o United States Census Bureau tem uma área de 
7,5 km², dos quais 7,3 km² cobertos por terra e 0,2 km² cobertos por água. Bonneau localiza-se a aproximadamente 18 m acima do nível do mar.

## Localidades na vizinhança
O diagrama seguinte representa as localidades num raio de 32 km ao redor de Bonneau. 